# 노 스트레이트 로드
《노 스트레이트 로드》는 말레이시아 개발사 메트로노믹이 개발하고 솔드 아웃이 배급한 액션 어드벤처 음악 게임이다. 2020년 8월 25일, 플레이스테이션 4, 엑스박스 원 및 닌텐도 스위치 콘솔 플랫폼과 에픽게임즈 스토어를 통한 윈도우판이 전세계로 동시출시됐다.
인디 록 밴드 듀오를 조종해 록의 힘을 빌려 EDM 제국으로부터 비닐 시티를 해방하는 것이 주된 이야기이다. 게임 내의 전투들은 음악을 들으며 적들에 대처하고 공격하는 것으로 이뤄진다.

## 개발
개발사 메트로노믹은 사촌 관계인 개발자 완 해즈머와 데임 자우딘이 세운 기업으로, 둘 다 이전에 일본의 《스트리트 파이터 V》와 《파이널 판타지 XV》에 기여한 바 있다. 《노 스트레이드 로드》는 개발사 데뷔 작품으로, 말레이시아의 문화가 게임 전체에서 돋보이도록 하는 것에 주력했다.
《노 스트레이트 로드》의 배급은 솔드 아웃이 담당했으며 개발 기간은 약 3년이었다. 코로나19 범유행으로 인해 여러 차례 출시일 연기를 겪었다.

## 반응
리뷰 애그리게이터 사이트 메타크리틱에 따르면 윈도우판은 100점 만점에 72점을 기록해 "복합적 및 평균적인 평가"를 받았다.

## 내용주
1. ↑  원제 《노 스트레이트 로즈》(No Straight Roads)